# Zafar Iqbal
Zafar Iqbal (Bihar, 20 juni 1956) is een hockeyer uit India. 
Iqbal verloor met de Indiase ploeg de finale van de Aziatische Spelen van Pakistan. Twee jaar later tijdens door afzeggingen geteisterde Olympische Spelen 1980 in Moskou won Iqbal met de Indiase ploeg de gouden medaille. 
Vier jaar later was Iqbal aanvoerder van de Indiase ploeg tijdens de Olympische Spelen 1984 in Los Angeles, tijdens de openingsceremonie was Iqbal de Indiase vlaggendrager, Iqbal eindigde met zijn ploeggenoten als vijfde. 

## Erelijst
- 1978 –  Aziatische Spelen in Bangkok
- 1980 –  Olympische Spelen in Moskou
- 1982 – 5e Wereldkampioenschap in Bombay
- 1982 –  Aziatische Spelen in New Delhi
- 1984 – 5e Olympische Spelen in Los Angeles
- 1986 - 5e Champions Trophy mannen in Karachi